# Kerobokan Kaja
Kerobokan Kaja is een bestuurslaag in het regentschap Badung van de provincie Bali, Indonesië. Kerobokan Kaja telt 21.414 inwoners (volkstelling 2010).